# Rodoviária Âncora Matias
Rodoviária Âncora Matias é uma empresa brasileira de transporte coletivo urbano da cidade do Rio de Janeiro. É uma concessionária municipal filiada ao Rio Ônibus.
Sua sede própria está localizada no Engenho de Dentro e a empresa afirma ser a primeira a operar na região do Méier.

## História
Foi fundada em setembro de 1955 pelos sócios David Sidônio Matias de Souza Neves e José Alves das Neves. Além destes entraram na sociedade Leonel Neves Barbosa ainda na década de 50 (permanece até hoje à frente da administração, junto com João Augusto Morais Monteiro, que ingressou em 1974).
A Matias foi uma das primeiras a operar, a partir de 1975, com ônibus rodoviários equipados com ar condicionado, apelidados pela população carioca de "frescões".
Em 2005, possuía uma frota de 126 veículos, com idade média de 2 anos, (uma das mais novas da cidade) e 780 funcionários.
Após a padronização imposta pelo poder público municipal em 2010, deixou suas cores originais (verde e branco) e passou a adotar a pintura do Consórcio Internorte.
Em 2018, após a reversão da padronização imposta em 2010, a empresa voltou a ter ônibus nas suas cores originais: a princípio, verde com parte inferior em branco (como determinava a Prefeitura), contudo, a empresa passou a usar somente o verde.

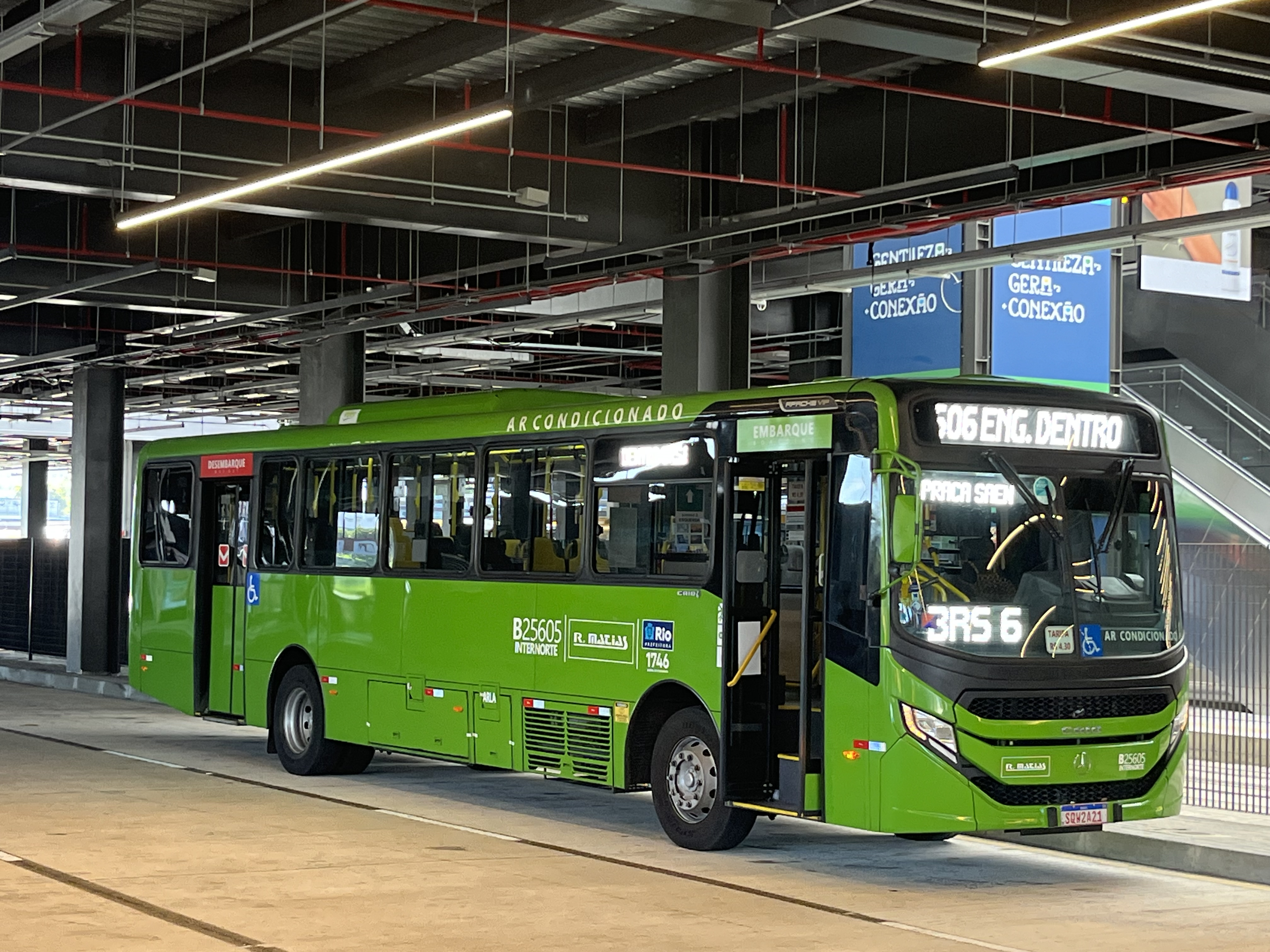
Ônibus da linha 606 aguardando para acesso à plataforma de embarque no Terminal Intermodal Gentileza (TIG).
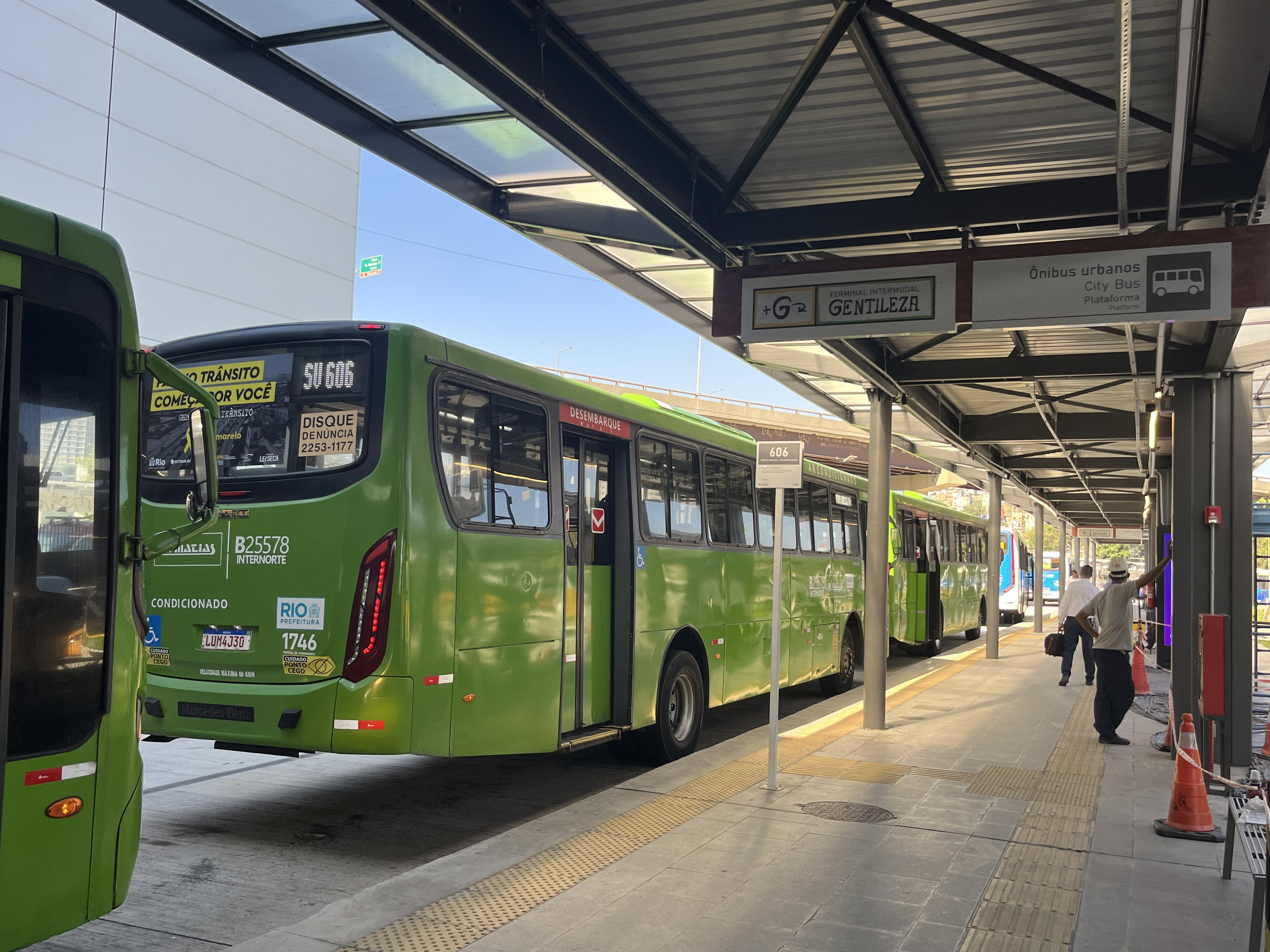
Ônibus da linha SV606 e outros na plataforma de embarque das linhas no TIG.
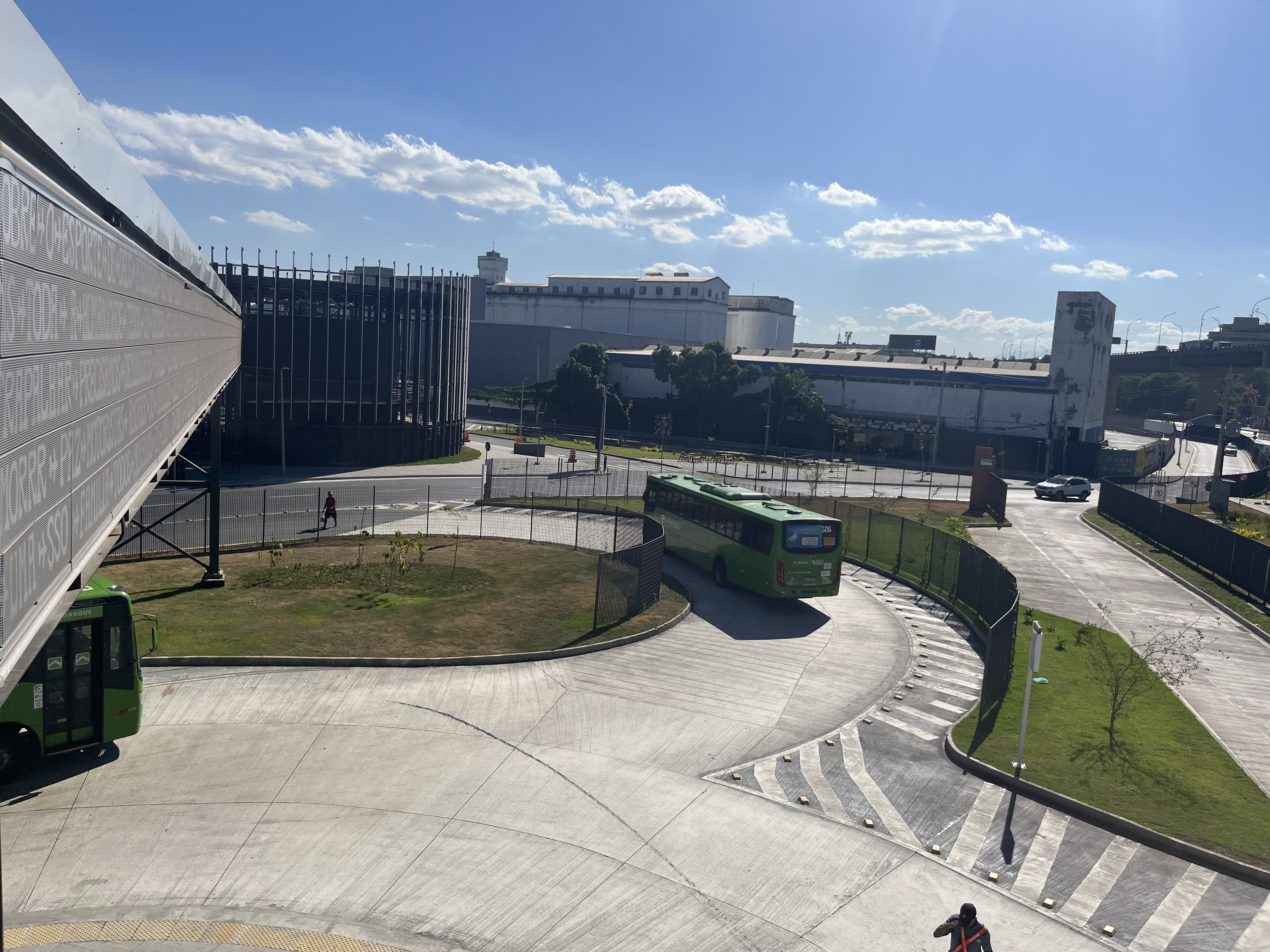
Ônibus da linha 606 realizando manobra na área de manobras para ônibus municipais no TIG.
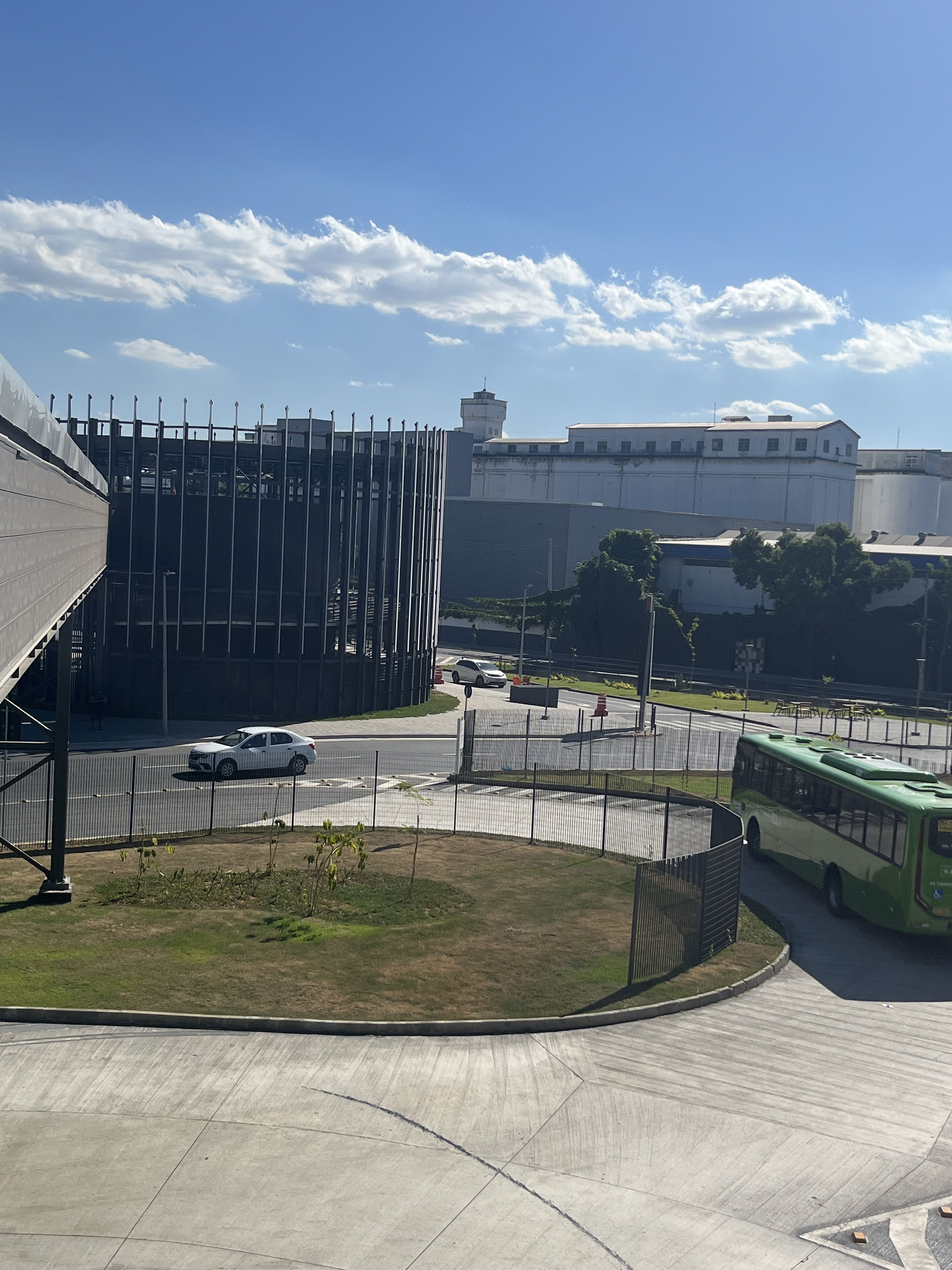
Ônibus da empresa (linha 606 ou SV606) realizando manobra na área de manobras para ônibus municipais no TIG.